# Étang de Chabaud-Latour
L'étang de Chabaud-Latour  est un lac d'affaissement minier au nord-est de Condé-sur-Escaut, à moins de quatre kilomètres de la frontière belge, dans le Nord-Est de la région Hauts-de-France, dans le PNR (parc naturel régional Scarpe-Escaut).
Il fait partie d'un complexe de milieux semi-naturels d'environ 250 hectares où les « marais de la Canarderie et étang de Chabaud-Latour » constituent un ensemble d'environ 150 hectares de zones humides, dans le haut du bassin de l'Escaut. 

Les milieux adjacents sont des plantations d'arbres (peupleraies), bois, pelouses, friches, et terrils miniers. Le site a été requalifié avec l'aide de l'Établissement public foncier (EPF) et du PNR et du conseil général (Espace naturel sensible).
Le site n'abrite pas de réserve naturelle, mais a fait l'objet d'inventaires et de classement pour sa richesse et son intérêt écologique (ZICO, ENS, ZNIEFF). C'est à ce titre un des éléments patrimoniaux importants du PNR et de la trame verte et bleue régionale.

## Description et histoire
Ce lac est situé dans le Nord de la France, dans le bassin minier franco-belgo-allemand, une zone aujourd'hui très urbanisée et anciennement très industrialisée, non loin des premiers puits de mines ouverts dans le Valenciennois. 

Il est situé à proximité de plusieurs friches industrielles polluées ou requalifiées. 
Cet étang comme l'étang de la digue noire situé à proximité au nord-est ou celui de la mare à goriaux en lisière de la proche forêt de Saint-Amand résulte d'une histoire récente et industrielle. Ils sont nés sur des effondrements de terrains non-naturels, induits par la pratique du « foudroyage » des galeries de mines. 
Ce foudroyage était destiné à produire et accélérer les affaissements de manière relativement contrôlée.  
Les sols anciens se sont ainsi affaissés de 3 m au lieu-dit La Canarderie et de 4 à 5 m en moyenne et jusqu'à 10 m par endroits. 
On ignore quand cet affaissement sera tout à fait stabilisé (Sous la région de Saint-Aybert les niveaux les plus superficiels d'exploitation sont à -240 m. Sous la fosse Sainte-Barbe de Bernissart, ils sont à -270 m au siège des Sartis et -320 m au siège Louis-Lambert à Hensies. 
La fosse Ledoux avait des galeries qui ont suivi des veines superficielles de charbon jusqu'en surface (dans le secteur de Bon-Secours). 
Ces fosses ont dans le passé subi de fréquents  « coups d'eau », la fosse Sainte-Barbe de Bernissart ayant même dû être fermée à la suite de son ennoiement. Ceci suggère que des circulations horizontales et verticales d'eau (éventuellement polluées), sans rapport avec ce que l'hydrogéologie serait sans ce passé industriel, sont aujourd'hui possibles. Localement la couche étanche d'argile de Louvil sous-jacente a pu être distendues percée et déchirée, ponctuellement par le percement des puits et plus largement par les affaissements, mettant en communication la nappe superficielle et les nappes profondes qui tendent à remonter à la suite des moindres pompages miniers.

## Fonctions du lac
Ce lac a une triple fonction :
- retenue d’eau, espace tampon et réserve d’eau utile pour les pompiers.
- espace vert de proximité, offre touristique et sportive (bases nautiques)
- lieu de pêche de loisir pour les habitants et visiteurs.

## Environnement
À l'échelle des enjeux locaux de la trame verte et bleue, et en termes d'écopotentialité, en dépit des séquelles de pollution qui l'affectent encore probablement, c'est un des éléments du réseau écologique local. 
Une quantité importante de sédiments s'est accumulée dans le lac, notamment dans sa partie amont. Ces sédiments peuvent être pollués ou avoir une teneur en matière organique telle qu'ils contribueraient à expliquer la présence de bactéries indésirables (cyanobactéries. Le lac est de plus victime de plusieurs espèces invasives (rat musqué, renouée du Japon, élodée, cyperus eragrostis (= Souchet vigoureux originaire d'Amérique du sud, transportée par les canaux) ). 

### Hydrologie et qualité de l'eau
L'étang est la plus grande masse d'eau du Bassin versant de la vallée de la Haine. Il est alimenté en eau à la fois par la nappe et par le ruissellement. 
Dans le proche marais des Six Bonniers, la nappe phréatique superficielle affleure et les eaux de surface sont drainées en surface par un réseau de fossés  vers le marais de la Canarderie et l'étang de Chabaud-Latour. Charbonnages de France après l'arrêt de l'exploitation minière doit continuer à entretenir les pompes, sans lesquelles la plaine agricole voisine et une partie de la vallée seraient noyées sous la remontée de la nappe.
Alimentation en eau et renouvellement moyen :
- Niveau de l'eau : il est relativement stable, mais peut connaitre des différences d'environ 40 cm (quand il pleut beaucoup ou quand des pompes dysfonctionnent).

- Alimentation : Selon une étude hydraulique du BRGM datant de 1973[2],la répartition entre les différents apports était : 
  - courant des Charleux  : 32 l/s
  - courant de Bernissart et courant de Macou : 380 l/s
  - rejet de la fosse Ledoux : 10 l/s

L'arrêt à terme du rejet de la fosse Ledoux devait conduire à un apport total de 412 l/s, soit 35 000 m3/jour (= un renouvellement total théorique de l'eau tous les 8 mois ; autrement dit un renouvellement en théorie et en moyenne une fois et demie par an.
Depuis 1973, la situation a évolué ;
- Le courant des Charleux est à sec depuis plusieurs années ;
- la fosse Ledoux n'existe plus ;
- la Savernière aboutit dans le canal et une partie des eaux amenée par le courant de Bernissart a été déviée vers la Haine.

Ceci a conduit à une diminution probable de l'alimentation de Chabaud-Latour d'au moins 20 à 25 % (avec augmentation corrélative des risques d'eutrophisation ou de réchauffement estival lié à un moindre renouvellement de l'eau, qui se traduit généralement par une dégradation écologique des étangs). 
Toutefois l'inertie thermique pourrait avoir légèrement augmenté en raison d'une possible augmentation du volume de l'étang consécutive aux affaissements.
le Jard, cours d'eau évacuant le trop plein de l'étang n'assumait plus cette fonction correctement à cause d'une accumulation de vases polluées. Il a fait l'objet d'un curage, aidé par l'Agence de l'eau, avec aménageant des berges.

## État, pressions, menaces
- Les eaux de l'étang sont eutrophes à mésotrophes, comme pour la plupart des étangs de la région, du fait des rejets agricoles (engrais), industriels et urbains dans le bassin versant, ou encore de l'amorce utilisée en quantité par les pécheurs, qui causent un excès de nutriments dans l'eau, notamment les nitrates et phosphates qui enrichissent le milieu et favorisent la croissance excessive des végétaux et des micro-algues en suspension (eau verte et turbide).
- Des silures, introduits dans l'étang par les pêcheurs, devenus nombreux, sont susceptibles de modifier les équilibres entre espèces aquatiques.
- Des pressions de pompage ou le détournement de l'eau vers un nouveau canal Pommerœul-Condé pourrait affecter l'alimentation, le niveau et la qualité écologique du lac et des zones humides périphériques.

Le débit de fuite également pourrait être affecté par un rabattement de nappe induits par de grands travaux proches.
« Les alimentations principales de l'étang Chabaud-Latour, qui déterminent les fluctuations de son plan d'eau seront maintenues (courant de Macou et de Bernissart), le nouveau canal (Pommerœul-Condé), en contact avec la nappe par l'intermédiaire des sables et graviers, provoquera un rabattement qui aura pour effet d'augmenter le débit de fuite de l'étang Chabaud-Latour vers la nappe. Ce débit, qui actuellement est de l'ordre de 15 litres par seconde, serait porté à 80 litres par seconde, soit 20 % environ des apports de Macou et de Bernissart ».  p. 15 du rapport BRGM fait pour VNF.
Un pompage destiné à fournir de l'eau potable a été récemment installé sur la commune de Crespin.
- Une pollution par le plomb (facteur de saturnisme aviaire et de possible contamination des sols et sédiments), séquelle de la chasse au gibier d'eau est mal évaluée.

### Qualité de l'eau
Selon l'Agence de l'eau

### Faune du lac
Le lac abrite diverses espèces de poissons communs (brème commune, carpe commune et carpe miroir, gardon, goujon, etc.). Le silure glane y est également abondant, un spécimen de deux mètres y a été péché. Ce lac a fait - pour les besoins de la pêche de loisir - l'objet de réempoissonnements 
Le lac abrite quelques mollusques aquatiques.
Il abrite aussi quelques mammifères semi-aquatiques.

### Flore
- Plusieurs espèces invasives sont présentes sur le site.

Parmi les éléments remarquable figurent 3 roselières, où un niveau d'eau suffisant est maintenu toute l'année grâce à trois seuils équipés de vannes par le conseil général du Nord.
- la roselière de Chabaud-Latour qui forme un écotone et une zone-tampon sur les berges de l'étang. Au début des années 2000 s'étendait sur 7 hectares, avec 70 % de phragmitaie, 20 % de ligneux, 10 % d'espaces mixte. Elle abrite des espèces rares et protégées telles que la rousserolle turdoïde, le blongios nain,  et diverses fauvettes paludicoles (des marais). Cette roselière fait l'objet d'un plan de gestion visant à sa conservation (en limitant la progression des arbres) et à son extension sur les abords du terril de Chabaud-Latour.
- la roselière de la canarderie, d'une surface équivalente (7 hectares) est couverte à 92 % de phragmites avec 8 % de zone en cours de boisement. Elle abrite notamment le busard des roseaux, le râle d'eau, le butor étoilé et des fauvettes paludicoles.
- la roselière boisée de la canarderie (sur 7 ha environ) est à moitié (55 %) couverte de phragmites, le reste étant en cours d'enforestation. On y trouve notamment le râle d'eau et des fauvettes paludicoles.

## Intérêt touristique
- Une renaturation spontanée, plusieurs aménagements et vagues de plantation ont augmenté son intérêt paysager.
- Une base nautique a été construite sur les berges Sud-Est de l'étang.
- On y pratique la découverte de la nature (des observatoires ornithologiques sont à disposition du public amateur ou d'ornithologues), randonnée, pêche et chasse. Des chemins de découverte, panneaux d'interprétation sont positionnés aux lieux stratégiques.